# Hersdorf
Hersdorf är en kommun i Eifelkreis Bitburg-Prüm i förbundslandet Rheinland-Pfalz i Tyskland. Kommunen bildades 20 mars 1971 genom en sammanslagning av kommunerna Niederhersdorf och Oberhersdorf.
Kommunen ingår i kommunalförbundet Verbandsgemeinde Prüm tillsammans med ytterligare 43 kommuner.